# Bill & Buster
Bill & Buster was een Brits popduo dat korstondig actief was, bestaande uit Buster Meikle en Billy Moeller. Met "Hold on to what you've got" had het duo in 1971 een hit.
Het duo werd in 1970 opgericht. Buster Meikle was afkomstig uit de groep Unit 4 + 2, waar ook Tommy Moeller, de broer van Billy, in zat. Deze groep had in de jaren 1960 enkele singles en albums uitgebracht die met name in het VK zelf succesvol waren. Meikle verliet in 1967 de band, die twee jaar later helemaal ophield te bestaan. Billy Moeller had hiervoor al succes gehad als degene die bij tv-optredens van het nummer I was kaiser Bill's batman van Whistling Jack Smith het nummer mocht vertolken (al was hij op de opname niet te horen).
Met Billy Moeller vormde hij in 1970 een nieuw duo, maar dit duo haalde niet het succes van Unit 4 + 2. Het duo kwam nooit aan een eigen album toe en heeft negen singles uitgebracht. Alleen Hold on to what you've got had, buiten het VK, enig succes in de hitlijsten, met een 25e positie in de Nederlandse Top 40 en 20e plek in de Vlaamse Ultratop 50. In 1974 hield het duo op te bestaan.

## Discografie

### Singles[4]
- 1970: Bend over Backwards
- 1970: Make a Change (To Something Better)
- 1971: Hold On To What You've Got
- 1972: Come on all People
- 1972: I Am What I Am
- 1974: Sleepy Day Sunshine
- 1974: King of the Clowns
- 1974: Take the Devil for a Ride
- 1974: Lady

### NPO Radio 2 Top 2000
| Nummer met noteringen in de NPO Radio 2 Top 2000 | '00  | '01  |
| ------------------------------------------------ | ---- | ---- |
| Hold On to What You've Got                       | 1886 | 1891 |

1. ↑  Een vetgedrukt getal geeft de hoogste notering aan.
2. ↑  2000 was het eerste jaar met een notering voor dit nummer.
3. ↑  Deze tabel is bijgewerkt tot en met de laatste editie (2024).